# Демографска историја Сомбора
Демографска историја Сомбора

## Подаци из периода турске владавине
У време турске владавине, Сомбор је био насељен Србима. Био знатно насеље већ на крају 17. века. Године 1699. Сомбор је имао 270 породичних старешина са 55 одраслих синова и 31 занатску радионицу.
У Потиској граници био је од 1702. до 1745, дајући прописани број од 200 граничара. Ова граница је била зависна од суседних жупанија, које су морале да ју издржавају, укључујући чак и племство. Становништво Потиске границе било је истовремено подређено и војним и жупанијским властима, што је изазивало разне сукобе. Тако је 1715. Сомбор имао 40 домова који су припадали жупанијским, а 289 који су припадали војним властима. Захваљујући подршци угарског племства, одлучено је 1741. да се Потиска граница развојачи, а Сомбор је коначно развојачен 1745, да би четири године касније (23.4.1749) постао слободни краљевски град. До развојачења број граничара попео са на 569, а забележено је и 77 Шијака.

## Подаци из 1769. године
По подацима из 1769. године, Сомбор је имао 830 српских домова.

## Подаци из 1786. године
По подацима из 1786. године, Сомбор је имао 11.420 становника у 1.206 домова, огромном већином Срба.

## Подаци из 1792. године
По подацима из 1792. године, Сомбор је имао 1.205 домова са 7.625 Срба.

## Подаци из 1843. године
По подацима из 1843. године, Сомбор је имао 21.086 становника, од којих 11.897 православних, 9.082 католика, 56 Јевреја, 29 реформата и 22 евангелика. По језику је највише било Срба, па Немаца, а затим Мађара.

## Подаци из 1910. године
По подацима из 1910. године, Сомбор је имао 30.593 становника, од којих је:
- 11.881 говорило српски језик
- 10.078 говорило мађарски језик
- 6.289 говорило буњевачки језик
- 2.181 говорило немачки језик

## Подаци из 1931. године
По подацима из 1931. године, Сомбор је имао 32.334 становника, од којих је:
- 22.552 говорило српски, хрватски и словеначки језик
- 5.852 говорило мађарски језик
- 3.400 говорило немачки језик
- 371 говорило остале словенске језике

## Подаци из 1961. године
По подацима из 1961. године, Сомбор је имао 37.760 становника, од којих:
- Срба = 19.629
- Хрвата = 9.052
- Мађара = 7.474
- Црногораца = 252
- Словенаца = 182
- Македонаца = 160
- Југословена = 153

## Подаци из 1971. године
По подацима из 1971. године, Сомбор је имао 44.100 становника, од којих:
- Срба = 23.339
- Хрвата = 9.481
- Мађара = 7.115
- Југословена = 2.102
- Црногораца = 488
- Словенаца = 157
- Македонаца = 148

## Подаци из 1981. године
По подацима из 1981. године, Сомбор је имао 48.454 становника, од којих:
- Срба = 24.195
- Југословена = 8.519
- Хрвата = 7.505
- Мађара = 5.857
- Црногораца = 792
- Македонаца = 170
- Словенаца = 115

## Подаци из 1991. године
По подацима из 1991. године, Сомбор је имао 48.993 становника, од којих:
- Срба = 25.903
- Југословена = 8.925
- Мађара = 4.736
- Хрвата = 4.073
- Буњеваца = 2.274
- Црногораца = 899
- Шокаца = 252
- Немаца = 201
- Македонаца = 164
- Муслимана = 109

## Подаци из 2002. године
По подацима из 2002. године, Сомбор је имао 51.471 становника, од којих:
- Срба = 32.988
- Мађара = 3.743
- Југословена = 3.325
- Хрвата = 3.197
- Буњеваца = 2.222
- Црногораца = 805
- Немаца = 199
- Рома = 135
- Македонаца = 107